# Ak-Sai-Wasserfall
Der Ak-Sai-Wasserfall (kirgisisch Ак Сай) befindet sich im Ala-Artscha-Nationalpark im Norden Kirgisistans. Die Angaben zur Höhe des Wasserfalls unterscheiden sich stark und reichen von 25 Metern bis hin zu 70 Metern.

## Lage
Der Ak-Sai-Wasserfall liegt im kirgisischen Oblus Tschüi im Norden des Landes. Die kirgisische Hauptstadt Bischkek liegt circa 40 Kilometer nördlich des Nationalparks Ala-Artscha. Die Region ist geprägt von den Bergen des Kirgisisches Gebirges, dem westlichen Teil des Tian Shan. Der höchste Gipfel des Kirgisischen Gebirges ist der Pik Semjonow-Tjan-Schanski, der sich, südöstlich des Wasserfalls, ebenfalls im Ala-Artscha-Nationalpark befindet. Der Wasserfall befindet sich auf 2860 Metern Höhe und ist von einem kleinen Wald umgeben.
Der Ak-Sai-Wasserfall ist Teil des Ak-Sai-Flusses, der von den vergletscherten Gebieten nahe der Berggipfel, darunter dem Ak-Sai-Gletscher, hinabfließt.

## Nutzung
Der Ak-Sai-Wasserfall ist von touristischem Interesse und gilt als bekannteste Attraktion des Nationalparks. Der Wasserfall ist vom Besucherparkplatz des Nationalparks über einen teilweise markierten Wanderweg erreichbar, die Strecke nimmt etwa zwei Stunden in Anspruch. Diese vergleichsweise kurze Wanderung ist bei Touristen und Besuchern aus dem nahegelegenen Bischkek beliebt. Es werden auch geführte Touren mit einem ortskundigen Guide angeboten. Von dem Wasserfall aus können schwierigere Wanderungen in Richtung des Ak-Sai-Gletschers oder der Racek-Hütte, einem auf 3200 Metern Höhe gelegenen Basislager für Bergsteiger aus Sowjetzeiten, unternommen werden.
Im Winter friert der Wasserfall regelmäßig zu. Die so entstandenen, bizarren Eisformationen sind von großer Schönheit und werden zudem von Eiskletterern genutzt.